# 鐵筷子 (武器)
鐵筷子，又稱點穴針，中國武術器械。

## 概述
鐵製，形狀類似筷子，長約一尺，使用時分由雙手持握，因其攜帶方便且易於藏匿，故主要用於近身點穴、偷襲等。
鐵筷子的主要攻擊手段包括纏、撥、挑、磕、穿、點、分、扎等，配合蹬、鏟、彈、攔等腿法使用，使用者在形體上須保持「背圓、臂圓、胸圓」。使用時，動作雖然古樸，但講求速度與靈活性，剛柔相濟，順形應勢，借力裏鑽，伺機點穴致勝。

## 流派
崆峒派使用鐵筷子以點擊人體要害，並認為人體穴位根據時辰而虛實變化，因此在使用時要根據時辰決定點擊的具體部位。
山西省祁县戴氏心意拳亦有鐵筷子器械套路，利用其閘勢套路動作，配合筷子的戳、扎、點、挑等特點創編。